# Maitaca
Maitaca, maritaca e baitaca são designações comuns para diversas espécies de aves psitaciformes da família dos Psittacidaes do gênero Pionus. Outras denominações são baetá, baetaca, baiatá, baitá, curica, guaracininga, guaracinunga, humaitá, maetá, maetaca, maitá, mai-tá, maitaca, cocota, puxicaraim, loro, suia e xia.
Trata-se de aves neotropicais, de corpo atarracado e cauda curta, semelhantes aos papagaios. Têm, em média, uma expectativa de vida de trinta anos. Medem de 27 a 29 centímetros e podem pesar de 230 a 250 gramas.

## Etimologia
"Maitaca" e "baitaca" (e afins) originam-se do termo tupi mba'é taka, que significa "coisa ruidosa, barulhenta".

## Descrição
As maitacas caracterizam-se pela cauda curta e azul, pela zona sem penas em volta dos olhos, pelo bico cinza-escuro com marcas vermelhas nas laterais das mandíbulas. São semelhantes aos papagaios do género Amazona, mas menores. Ocorrem em todo território brasileiro, à exceção da Amazônia. Ocorrem, também, na Bolívia, no Paraguai e na Argentina.
Vivem em uma variedade de habitat que inclui florestas úmidas, de galeria, savanas e áreas cultivadas, até os 2000 metros de altitude. Geralmente, voam em bando de seis a oito indivíduos, por vezes até de cinquenta aves quando a comida é muito abundante. Costumam banhar-se em lagos para se refrescar. Se alimentam de frutos e sementes, tais como pinhão do pinheiro-do-brasil e frutos da figueira. Também se alimentam de mangas quando apresentam frutos em formação.
A reprodução das maitacas costuma ocorrer de agosto a janeiro. O casal afasta-se do grupo à procura de um oco formado nas árvores. A fêmea põe de três a cinco ovos brancos com um período de incubação de 23 a 25 dias e o macho, geralmente, permanece no ninho durante o dia. As crias são totalmente dependentes dos pais (altriciais) e saem do ninho com aproximadamente 55 a sessenta dias.

## Espécies
| Espécies                                      | Espécies |
| Nome comum e binomial                         | Imagem   |
| --------------------------------------------- | -------- |
| Maitaca-de-cabeça-azul (Pionus menstruus)     |          |
| Maitaca-de-peito-vermelho (Pionus sordidus)   |          |
| Maitaca-verde (Pionus maximiliani)            |          |
| Maitaca-de-testa-branca (Pionus senilis)      |          |
| Maitaca-de-cara-manchada (Pionus tumultuosus) |          |
| Maitaca-asa-de-bronze (Pionus chalcopterus)   |          |
| Maitaca-roxa (Pionus fuscus)                  |          |

- Pionus seniloides, por vezes considerado uma subespécie da maitaca-de-testa-branca[3]